# Флорид
Флорид (Флоренц; 520, Tifernum Tiberinum — 599, Pieve de’Saddi) — святой епископ Читта-ди-Кастелло. День памяти — 13 ноября.
Немногие исторически достоверные известия о жизни святого взяты из «Диалогов» Григория I Великого. Агиографический текст Vita Sancti Floridi составлен в XI веке Арнольфом, диаконом из Ареццо.
Святой Флорид (Florido, или Florenzo) родился в Тифернуме Тиберинуме (нынешний Читта-ди-Кастелло), где был рукоположён в диаконы. В середине VI века, он отправился в Перуджу, где был рукоположён во священника святым Геркуланом, епископом города. Согласно преданию, спустя несколько дней, посланный епископом в Тоди, совершил своё «первое чудо», будучи недалеко от Панталлы.
В 580 году папа римский Пелагий II поставил его епископом Читта-ди-Кастелло. С его именем связывают восстановление города после разрушения от Тотилы, в частности, перестройку собора.
Римский мартиролог от 13 ноября сообщает: «A Città di Castello in Umbria, commemorazione dei santi Fiorenzo, vescovo, del quale il papa san Gregorio Magno attesta la retta dottrina e santità di vita, e Amanzio, suo sacerdote, pieno di carità per gli ammalati e di ogni virtù».